# 美しい名前
「美しい名前」（うつくしいなまえ）は、日本のロックバンド・THE BACK HORNの15枚目のシングル。2007年3月21日発売。

## 解説
PVは「マッチ編」と「ライター編」の2種類が制作されており、曲と連動して火が燃えるような映像となっている。

## 収録曲
全作曲・編曲：THE BACK HORN。
1. 美しい名前
（作詞：菅波栄純）
2. 共鳴
（作詞：菅波栄純）
3. 虹の彼方へ
（作詞：岡峰光舟）
4. 桜雪 Live from マニアックヘブンVol.1
（作詞：THE BACK HORN） ※初回盤のみ収録。

## 収録アルバム
- オリジナルアルバム『THE BACK HORN』（2007年5月23日、VICL-62372）
- ベストアルバム『BEST THE BACK HORN』（2008年1月23日、VICL-62746）